# RACI
Mit RACI wird eine Technik zur Analyse und Darstellung von Verantwortlichkeiten bezeichnet. Der Name leitet sich aus den Anfangsbuchstaben der englischen Begriffe Responsible, Accountable, Consulted, Informed ab.

## Methode
Organisationen nutzen die Kategorisierung nach RACI, um zu beschreiben, welche Rolle für welche Aktivitäten verantwortlich ist, und welche Rollen zu beteiligen sind. So kann man zu einer klaren Beschreibung der Verantwortlichkeiten und Zuständigkeiten gelangen.
Dabei werden die Begriffe wie folgt interpretiert:
Responsible
zuständig für die eigentliche Durchführung (Durchführungsverantwortung). Diese Person oder Personen, die die Initiative für die Durchführung (auch durch Andere) gibt bzw. geben. Sie kann die Aktivität auch selbst durchführen. Wird auch als Verantwortung im disziplinarischen Sinne interpretiert.
Accountable
rechenschaftspflichtig (Kosten- bzw. Gesamtverantwortung), verantwortlich im Sinne von „genehmigen“, „billigen“ oder „unterschreiben“. Die Person, die im rechtlichen oder kaufmännischen Sinne die Verantwortung trägt. Wird auch als Verantwortung aus Kostenstellensicht interpretiert. Es kann nur eine Person Accountable sein und genau eine Person muss auch definiert werden. Ohne solch eine Person ist die Aufgabe nicht abschließend definiert.
Consulted
konsultiert. Eine Person, die vielleicht nicht direkt an der Umsetzung beteiligt ist, aber relevante Informationen für die Umsetzung hat und deshalb befragt werden soll oder muss.
Informed
zu informieren (Informationsrecht). Eine Person, die Informationen über den Verlauf bzw. das Ergebnis der Tätigkeit erhält oder die Berechtigung besitzt, Auskunft zu erhalten.
In der Regel darf pro Aktivität nur eine Person (Rolle) accountable sein. Dagegen können mehrere Personen bei einer Aktivität responsible, consulted oder informed sein. Ebenso kann es vorkommen, dass eine Person für eine Aktivität gleichzeitig accountable und responsible ist.

## Darstellung
Als übersichtliche Darstellung hat sich die RACI-Matrix oder RACI-Diagramm bewährt. Dabei werden in einer Matrix Rollen gegen Aktivitäten aufgetragen. Durch Eintragen der Buchstaben R, A, C und I werden die Aktivitäten den Rollen zugeordnet.
Die Abbildung zeigt eine einfache RACI-Matrix für den Prozess „Autoreparatur“.

## Varianten

### RASCI oder RASIC
Eine Erweiterung der RACI-Matrix; das zusätzliche S steht für   Support – unterstützend. Die Person kann eine unterstützende Rolle spielen oder Betriebsmittel zur Verfügung stellen.
In Abgrenzung zu C (Consulted), welche primär Wissen beisteuert, wird S (Support) meist als eine Rolle gesehen, die dem R (Responsible) aktiv Arbeit abnimmt.
Öfters wird RASIC als Synonym verwendet, da dies leichter auszusprechen ist.

### RACI-VS oder VARISC
V steht für  Verify – eine Person, die das Ergebnis einer Aktivität gegen bestimmte Akzeptanzkriterien prüft.
S steht für  Sign-Off – eine Person, die das Ergebnis von V bestätigt und die Auslieferung genehmigt.

### CAIRO oder RACIO
O für  Omitted –  ausgelassen. Eine Person, die ausdrücklich nicht beteiligt ist. Manchmal kann es hilfreich sein, zusätzlich zu den oben genannten Zuständigkeiten zu definieren, dass bestimmte Personen bewusst nicht an einer Aktivität beteiligt sind.

### IPCARSED
Die IPCARSED-Matrix ist eine Erweiterung der klassischen RACI-Matrix und besteht aus den folgenden Verantwortlichkeiten:
- I steht für Initiation
- P steht für Preparation
- C steht für Check/Consultation
- A steht für Approval
- R steht für Release
- S steht für Supervision
- E steht für Execution
- D steht für Distribution

### IBZED-Code
Ebenfalls bekannt ist das IBZED-Schema. Dabei stehen die Buchstaben für folgende Verantwortlichkeiten im Prozess.
- I steht für Information: Der Schnittstellenpartner erhält die erforderliche Information. Die Entscheidungsstelle informiert den Schnittstellenpartner über den Stand der Bearbeitung. Der Schnittstellenpartner hat ein Recht auf Information. Die Bringschuld liegt beim Entscheider.
- B steht für Beratung: Der Schnittstellenpartner hat das Recht zu beraten, d. h. seine eigenen Experten einzubringen und Wissen weiterzugeben. Die Entscheidungsstelle hat die Pflicht, sich vor der Entscheidung beraten zu lassen. Es liegt allerdings in ihrem Ermessen zu entscheiden, inwieweit die Vorschläge in die Entscheidung einfließen.
- Z steht für Zustimmung: Der Schnittstellenpartner hat das Recht, das Entscheidungsergebnis mitzubestimmen. Die Entscheidungsstelle ist verpflichtet, vor der endgültigen Entscheidung die Zustimmung des Schnittstellenpartners einzuholen. Erst wenn die Zustimmung erfolgt ist, tritt die Entscheidung in Kraft. Bei Nichteinigung wird der Vorgang eskaliert bzw. geschlichtet.
- E steht für Entscheidung: Zuständigkeit und Verantwortung für die letztendliche Entscheidung. Das schließt die Pflicht zur Einleitung bzw. Verantwortung für die Vorbereitung der Entscheidungsunterlagen ein.
- D steht für Durchführung: Verantwortlich für die Durchführung der von der Entscheidung betroffenen Prozesse.

### VIMA bzw. VIMAF
Besonders die Abgrenzung von R – Responsible und A – Accountable bei RACI führt regelmäßig zu Abgrenzungsschwierigkeiten und Missverständnissen. Im deutschsprachigen Raum findet deshalb, etwa in IT-Leistungsscheinen, die VIMA- bzw. VIMAF-Matrix Anwendung.
- V = ist verantwortlich (für die konkrete Handlung, Aufgabendurchführung, Umsetzungserfolg)
- I = ist zu informieren (reine Informationspflicht oder vor einer konkreten Handlung, Aufgabe)
- M = hat mitzuwirken (um dem Verantwortlichen das V zu ermöglichen)
- A = ist vorab abzustimmen (vor der konkreten Handlung ist eine inhaltliche Abstimmung verpflichtend)
- F = erfordert Freigabe (die konkrete Handlung erfordert vorab eine Freigabeerlaubnis)

### REWA
Mittlerweile ebenfalls bei Unternehmen gesehen, als Abwandlung zur RACI-Variante
- R steht für Responsible – Übergeordnete Verantwortung für die gesamte Aufgabe
- E steht für Expert – analog zu dem Consulted der RACI-Variante
- W steht für Work – Verantwortung für die Durchführung der Aufgabe (die eigentliche Arbeit)
- A steht für Approver – Verantwortung für die Abnahme des Ergebnisses

### DEMI
Eine weitere Variante bildet der sogenannte DEMI-Code:
- D steht für Durchführungsverantwortung
- E steht für Ergebnisverantwortung
- M steht für Mitarbeit
- I steht für „zu informieren“

### VDMI
Eine Abwandlung der DEMI Variante ist die VDMI Variante:
- V steht für Verantwortung – eine Rolle, die verantwortlich für die korrekte Ausführung der Aufgabe ist
- D steht für Durchführung – eine Rolle, die die Durchführung der Aufgabe verantwortet und überwacht
- M steht für Mitwirkung/Mitarbeit – eine Rolle, die eine Mitwirkungsleistung zu erbringen hat
- I steht für „zu informieren“ – zu informieren (Informationsrecht). Eine Rolle, die Informationen über den Verlauf bzw. das Ergebnis der Tätigkeit erhält oder die Berechtigung besitzt, Auskunft zu erhalten.